# Bara per due
Bara per due (titolo originale I'll get you for this) è un romanzo giallo scritto da James Hadley Chase pubblicato nel 1958 in Italia, nella collana Il Giallo Mondadori.

## Trama
Chester Cain è un giocatore d'azzardo da poco arricchitosi con una fortunata vincita. In vacanza in hotel di lusso, viene qui accolto come una persona importante da tutto il personale. Il comportamento di queste persone sorprende non poco Chester. Il motivo di tale accoglienza verrà presto svelato, portando Cain ad essere coinvolto in un intricatissimo omicidio politico.

## Personaggi
- Chester Cain: il capro espiatorio
- Don Speratza: proprietario del Casinò Club
- Ed Killeano: pezzo grosso di Paradise Palms
- John Herrick: avversario politico di Killeano
- Clair Wonderly: animatrice del Casinò Club
- Juan Gomez: giocatore di jai alai
- Lois Spence: amante di Gomez
- Flaggerty: tenente corrotto della Squadra Omicidi
- Tim Duval: pescatore
- Hetty Duval: moglie di Tim
- Jed Davis: giornalista de "Morning star"
- Bat Thompson: guardia del corpo di Killeano
- Frank Brodey: avvocato di Herrick
- Tom Mitchell: guardia carceraria
- Maxison: impresario di pompe funebri
- Laura: figlia di Maxison
- Edna Robbins: capoguardia delle carceri
- Jack Hoskiss: agente federale
- Clairbold: investigatore privato

## Opere derivate
Dal romanzo è stato tratto nel 1951 il film Il covo dei gangsters (Lucky Nick Cain), regia di Joseph M. Newman.

## Edizioni in italiano
- James Hadley Chase, Bara per due, traduzione di Laura Grimaldi, Il Giallo Mondadori (n.499), 1958,  p. 206.
- James Hadley Chase, Bara per due, traduzione di Laura Grimaldi, I capolavori del giallo n. 244, Milano: Mondadori, 1964
- James Hadley Chase, Bara per due, I Classici del Giallo Mondadori n. 91, Milano: 1970
- James Hadley Chase, Bara per due, Milano: La Biblioteca di Repubblica-L'Espresso, 2009
- James Hadley Chase, Bara per due, traduzione di Laura Grimaldi,  I classici del giallo; n. 1390 Milano: 2016